# Ganterschwil
Ganterschwil es una comuna suiza del cantón de San Galo, ubicada en el distrito de Toggenburgo. Limita al norte con la comuna de Lütisburg, al este con Neckertal, al sureste con Oberhelfenschwil, y al suroeste y oeste con Bütschwil.